# Bet-at-home Cup Kitzbühel 2014 - Qualificazioni singolare
Le qualificazioni del singolare del Bet-at-home Cup Kitzbühel 2014 sono state un torneo di tennis preliminare per accedere alla fase finale della manifestazione. I vincitori dell'ultimo turno sono entrati di diritto nel tabellone principale. In caso di ritiro di uno o più giocatori aventi diritto a questi sono subentrati i lucky loser, ossia i giocatori che hanno perso nell'ultimo turno ma che avevano una classifica più alta rispetto agli altri partecipanti che avevano comunque perso nel turno finale.

## Teste di serie
1. Albert Ramos Viñolas (qualificato)
2. Máximo González (qualificato)
3. João Souza (qualificato)
4. Albert Montañés (primo turno)

1. Marco Cecchinato (primo turno)
2. Mate Delić (primo turno)
3. Renzo Olivo (primo turno, ritirato)
4. Alex Bolt (secondo turno)

## Qualificati
1. Albert Ramos Viñolas
2. Máximo González

1. João Souza
2. Viktor Galović

## Tabellone

### Legenda
| - Q = Qualificato - WC = Wild card - LL = Lucky loser | - ALT = Alternate - SE = Special Exempt - PR = Protected Ranking | - w/o = Walkover - r = Ritirato - d = Squalificato |

### Sezione 1
|  | Primo turno   | Primo turno          | Primo turno          | Primo turno | Primo turno |  |  | Secondo turno | Secondo turno        | Secondo turno        | Secondo turno | Secondo turno |   |   | Ultimo turno | Ultimo turno         | Ultimo turno         | Ultimo turno | Ultimo turno |  |
|  |               |                      |                      |             |             |  |  |               |                      |                      |               |               |   |   |              |                      |                      |              |              |  |
|  | 1             | Albert Ramos Viñolas | Albert Ramos Viñolas | 7           | 6           |  |  |               |                      |                      |               |               |   |   |              |                      |                      |              |              |  |
|  |               | Dino Marcan          | Dino Marcan          | 5           | 3           |  |  | 1             | Albert Ramos Viñolas | Albert Ramos Viñolas | 6             | 6             |   |   |              |                      |                      |              |              |  |
|  |               | Maximilian Neuchrist | 6                    | 62          | 6           |  |  |               | Maximilian Neuchrist | Maximilian Neuchrist | 0             | 4             |   |   |              |                      |                      |              |              |  |
|  | WC            | Matthias Haim        | 3                    | 7           | 1           |  |  |               |                      |                      |               |               |   |   | 1            | Albert Ramos Viñolas | Albert Ramos Viñolas | 6            | 6            |  |
|  | Jozef Kovalík | Jozef Kovalík        | Jozef Kovalík        | 6           | 6           |  |  |               |                      |                      | Jozef Kovalík | Jozef Kovalík | 4 | 4 |              |                      |                      |              |              |  |
|  | Dekel Bar     | Dekel Bar            | Dekel Bar            | 2           | 0           |  |  |               | Jozef Kovalík        | Jozef Kovalík        | 7             | 6             |   |   |              |                      |                      |              |              |  |
|  |               | Riccardo Bellotti    | Riccardo Bellotti    | 3           | 67          |  |  | 8             | Alex Bolt            | Alex Bolt            | 5             | 3             |   |   |              |                      |                      |              |              |  |
|  | 8             | Alex Bolt            | Alex Bolt            | 6           | 7           |  |  |               |                      |                      |               |               |   |   |              |                      |                      |              |              |  |

### Sezione 2
|  | Primo turno  | Primo turno     | Primo turno     | Primo turno | Primo turno |  |  | Secondo turno   | Secondo turno   | Secondo turno   | Secondo turno | Secondo turno |   |   | Ultimo turno | Ultimo turno    | Ultimo turno | Ultimo turno | Ultimo turno |  |
|  |              |                 |                 |             |             |  |  |                 |                 |                 |               |               |   |   |              |                 |              |              |              |  |
|  | 2            | Máximo González | Máximo González | 7           | 6           |  |  |                 |                 |                 |               |               |   |   |              |                 |              |              |              |  |
|  |              | Bastian Trinker | Bastian Trinker | 67          | 1           |  |  | 2               | Máximo González | Máximo González | 6             | 6             |   |   |              |                 |              |              |              |  |
|  | Wilson Leite | Wilson Leite    | 1               | 6           | 2           |  |  |                 | Mate Pavić      | Mate Pavić      | 3             | 2             |   |   |              |                 |              |              |              |  |
|  | Mate Pavić   | Mate Pavić      | 6               | 4           | 6           |  |  |                 |                 |                 |               |               |   |   | 2            | Máximo González | 6            | 3            | 6            |  |
|  | WC           | Alexander Erler | Alexander Erler | 1           | 4           |  |  |                 |                 |                 | André Ghem    | 4             | 6 | 3 |              |                 |              |              |              |  |
|  |              | Henri Laaksonen | Henri Laaksonen | 6           | 6           |  |  | Henri Laaksonen | Henri Laaksonen | Henri Laaksonen | 3             | 0             |   |   |              |                 |              |              |              |  |
|  |              | André Ghem      | 67              | 6           | 1           |  |  | André Ghem      | André Ghem      | André Ghem      | 6             | 6             |   |   |              |                 |              |              |              |  |
|  | 7            | Renzo Olivo     | 7               | 3           | 0r          |  |  |                 |                 |                 |               |               |   |   |              |                 |              |              |              |  |

### Sezione 3
|  | Primo turno     | Primo turno      | Primo turno      | Primo turno | Primo turno |  |  | Secondo turno | Secondo turno  | Secondo turno  | Secondo turno | Secondo turno |   |   | Ultimo turno | Ultimo turno | Ultimo turno | Ultimo turno | Ultimo turno |  |
|  |                 |                  |                  |             |             |  |  |               |                |                |               |               |   |   |              |              |              |              |              |  |
|  | 3               | João Souza       | João Souza       | 7           | 6           |  |  |               |                |                |               |               |   |   |              |              |              |              |              |  |
|  |                 | Gianluigi Quinzi | Gianluigi Quinzi | 5           | 4           |  |  | 3             | João Souza     | João Souza     | 6             | 6             |   |   |              |              |              |              |              |  |
|  | Tomislav Brkić  | Tomislav Brkić   | Tomislav Brkić   | 6           | 6           |  |  |               | Tomislav Brkić | Tomislav Brkić | 4             | 2             |   |   |              |              |              |              |              |  |
|  | Alexander Lazov | Alexander Lazov  | Alexander Lazov  | 4           | 3           |  |  |               |                |                |               |               |   |   | 3            | João Souza   | 7            | 2            | 6            |  |
|  |                 | Aslan Karacev    | Aslan Karacev    | 7           | 6           |  |  |               |                |                | Aslan Karacev | 65            | 6 | 4 |              |              |              |              |              |  |
|  | WC              | Philipp Oswald   | Philipp Oswald   | 6           | 3           |  |  | Aslan Karacev | Aslan Karacev  | Aslan Karacev  | 7             | 7             |   |   |              |              |              |              |              |  |
|  |                 | Mats Moraing     | Mats Moraing     | 6           | 6           |  |  | Mats Moraing  | Mats Moraing   | Mats Moraing   | 6             | 5             |   |   |              |              |              |              |              |  |
|  | 6               | Mate Delić       | Mate Delić       | 2           | 2           |  |  |               |                |                |               |               |   |   |              |              |              |              |              |  |

### Sezione 4
|  | Primo turno       | Primo turno       | Primo turno       | Primo turno | Primo turno |  |  | Secondo turno | Secondo turno  | Secondo turno  | Secondo turno  | Secondo turno  |   |   | Ultimo turno | Ultimo turno | Ultimo turno | Ultimo turno | Ultimo turno |  |
|  |                   |                   |                   |             |             |  |  |               |                |                |                |                |   |   |              |              |              |              |              |  |
|  | 4                 | Albert Montañés   | Albert Montañés   | 5           | 4           |  |  |               |                |                |                |                |   |   |              |              |              |              |              |  |
|  |                   | Antonio Veić      | Antonio Veić      | 7           | 6           |  |  | Antonio Veić  | Antonio Veić   | 3              | 6              | 6              |   |   |              |              |              |              |              |  |
|  | Frederico Gil     | Frederico Gil     | Frederico Gil     | 6           | 7           |  |  | Frederico Gil | Frederico Gil  | 6              | 0              | 0              |   |   |              |              |              |              |              |  |
|  | Duje Kekez        | Duje Kekez        | Duje Kekez        | 4           | 6(1)        |  |  |               |                |                |                |                |   |   | Antonio Veić | Antonio Veić | Antonio Veić | 5            | 3            |  |
|  | Philipp Davydenko | Philipp Davydenko | Philipp Davydenko | 3           | 4           |  |  |               |                | Viktor Galović | Viktor Galović | Viktor Galović | 7 | 6 |              |              |              |              |              |  |
|  | Viktor Galović    | Viktor Galović    | Viktor Galović    | 6           | 6           |  |  |               | Viktor Galović | Viktor Galović | 7              | 6              |   |   |              |              |              |              |              |  |
|  | WC                | Lukáš Dlouhý      | 7                 | 63          | 6           |  |  | WC            | Lukáš Dlouhý   | Lukáš Dlouhý   | 5              | 1              |   |   |              |              |              |              |              |  |
|  | 5                 | Marco Cecchinato  | 5                 | 7           | 1           |  |  |               |                |                |                |                |   |   |              |              |              |              |              |  |